# Epyris finitus
Epyris finitus  (лат.) — вид мелких ос рода Epyris из семейства Bethylidae. Юго-Восточная Азия: Южная Корея.

## Описание
Мелкие бетилоидные осы чёрного цвета, длина около 5 мм. Этот вид похож на Epyris idaten по внешнему виду тела; длина головы равна ширине с прямым задним краем; жвала с одним верхушечным зубцом; передний край наличника заострен. Срединная область проподеального диска треугольная и сетчатая. Однако у этого нового вида антенны короткие, не превышающие проподеальный диск; дистальные две трети бёдер тёмные, коричневые; метакарпус длиннее птеростигмы; проподеальный диск заметно короче ширины; задний киль на проподеальном диске посередине вогнутый с тупым углом; тогда как у E. idaten антенна длинная, превышает первый тергит; дистальные две трети бедра коричневые; метакарпус короче птеростигмы; длина проподеального диска равна ширине; задний киль на проподеальном диске слегка вогнутый медиально. Нижнечелюстные щупики состоят из 6, а нижнегубные — из 3 члеников (формула щупиков: 6,3). Усики самок и самцов 13-члениковые. Боковые доли клипеуса редуцированы, передний край наличника выступающий. Предположительно, как и другие виды своего рода паразитоиды личинок насекомых, в основном, почвенных жуков чернотелок Tenebrionidae.
Вид был впервые описан в 2011 году корейскими гименоптерологами Jongok Lim (Division of Forest Biodiversity, Korea National Arboretum, Пхочхон, Кёнгидо, Южная Корея) и Seunghwan Lee (Research Institute for Agriculture and Life Sciences, College of Agriculture and Life Sciences, Yeungnam University, Daehak, Gwanak, Сеул, Южная Корея).